# گوکون

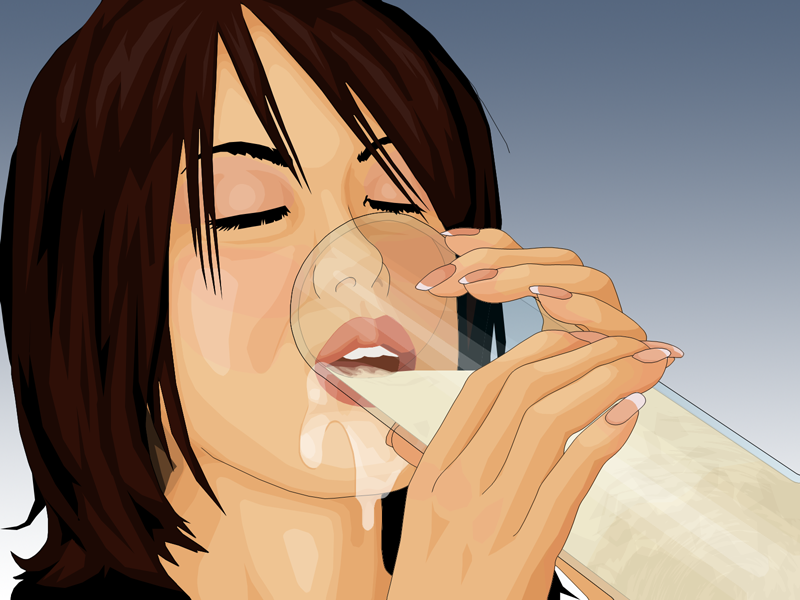
تصویری از نوشیدن منی توسط یک زن

گُوکون (به ژاپنی: ゴックン ,Go-kun) واژه‌ای ژاپنی در آمیزش جنسی در انسان یا ژانری در پورنوگرافی است، که در آن فردی «مرد یا زن» به نوشیدن مایع منی یک یا چند مرد، معمولاً به‌وسیلهٔٔ نوعی ظرف می‌پردازد. اغلب ظروفی که از آن در این روش استفاده می‌شوند شامل فنجان، بِشر بزرگ، کاسه، ظروف آشپزی، جام شراب و کوکتل هستند. اکثریت این سناریوها مستلزم منی چندین مرد است.
گوکون همچنین می‌تواند به اعمال جنسی خوردن منی پس از عمل قضیب‌لیسی یا شرکت در روش بوکاکی اشاره داشته باشد. واژهٔ گوکون یک نام‌آوا به‌شمار می‌رود و در زبان انگلیسی تقریباً معادل «گالپ» (به انگلیسی: gulp)، صدای حاصل از عمل بلع ترجمه می‌شود.